# Wolfgang Fürniß
Wolfgang Fürniß (* 8. Juli 1944 in Heidelberg; † 21. April 2017 in Hamburg) war ein deutscher Politiker (CDU). 1999 wurde er Wirtschaftsminister von Brandenburg; 2002 trat er von dem Amt zurück. Wegen Betrugs wurde er 2015 in Heidelberg zu drei Jahren Freiheitsstrafe verurteilt.

## Leben
Fürniß studierte von 1966 bis 1971 Politische Wissenschaft, Anglistik und Geschichte an der Universität Heidelberg. Er wurde als Student Mitglied der Jungen Union. Nach dem Lehramtsreferendariat mit dem zweiten Staatsexamen im Jahr 1973 stand er bis 1984 im Dienst des Landes Baden-Württemberg. Er arbeitete unter anderem für Roman Herzog und Lothar Späth. Von 1975 bis 1984 war er zudem Gemeinderatsmitglied der CDU-Fraktion in Wiesloch.
Von 1984 bis 1992 war er Oberbürgermeister von Wiesloch. Anschließend war er Generalbevollmächtigter für die Aus- und Weiterbildung der SAP AG in Walldorf. 1997 promovierte er mit einer Arbeit zur Förderung der Bewegung als Aufgabe der kommunalen Daseinsvorsorge am Institut für Sport und Sportwissenschaft der Fakultät für Sozial- und Verhaltenswissenschaften der Universität Heidelberg. Im Jahr 1998 kandidierte er erfolglos für den Posten des Oberbürgermeisters der Stadt Heidelberg, wobei er im ersten Wahlgang Wolfgang Lachenauer („Die Heidelberger“) und der Amtsinhaberin Beate Weber (SPD) unterlag. Einige Jahre später wurde bekannt, dass Fürniß während des Wahlkampfes unrechtmäßig einen Professorentitel geführt hatte, was die Staatsanwaltschaft Heidelberg zu Untersuchungen veranlasste.
1999 wurde er als Wirtschaftsminister ins Kabinett von Manfred Stolpe nach Brandenburg berufen. Von 2001 bis 2004 war er Regionalvorsitzender der Konrad-Adenauer-Stiftung in Brandenburg. Während seiner Zeit als Wirtschaftsminister geriet er unter anderem durch Schlagzeilen über Großprojekte wie die Chipfabrik Frankfurt (Oder) oder Cargolifter in die Öffentlichkeit. Im Jahr 2002 trat er von seinem Ministerposten zurück, nachdem in der Öffentlichkeit bekannt geworden war, dass er von einem Großinvestor aus den Vereinigten Arabischen Emiraten ein Privatdarlehen in Höhe von 1,5 Millionen US-Dollar erhalten hatte.
Am 17. Oktober 2014 wurde Fürniß in Hamburg wegen „dringenden Tatverdachts des Betrugs“ in Untersuchungshaft genommen. Nach Zeitungsberichten vom Januar 2014 soll er Anleger und Bekannte mit erfundenen Geschichten und falschen Renditeversprechen um rund 800.000 Euro geprellt haben. Unter anderem soll er die Geschädigten mit vermeintlich absolut sicheren Geldanlagen geködert haben. Im Dezember 2014 erhob die Staatsanwaltschaft vor dem Landgericht Heidelberg Anklage gegen Fürniß wegen gewerbsmäßigen Betrugs. Fürniß wurde vor Prozessbeginn auf freien Fuß gesetzt. Am 11. März 2015 begann die Verhandlung vor dem Landgericht Heidelberg. Fürniß gestand vor Gericht, Freunde und Bekannte um knapp 500.000 Euro betrogen zu haben. Das Landgericht verurteilte ihn am 15. April 2015 wegen Betrugs zu drei Jahren Freiheitsstrafe.